# نارویوکی نایتو
نارویوکی نایتو (انگلیسی: Naruyuki Naito؛ زادهٔ ۹ نوامبر ۱۹۶۷) بازیکن فوتبال اهل ژاپن است.
از باشگاه‌هایی که در آن بازی کرده‌است می‌توان به باشگاه فوتبال کاشیما آنتلرز، باشگاه فوتبال توکیو، و باشگاه فوتبال آویسپا فوکوئوکا اشاره کرد.